# Homogyne
Genre
Homogyne (les homogynes) est un genre de plante à fleurs de la famille des Astéracées (Composées).
Ce sont des plantes herbacées. Les fleurs du capitule ont des stigmates identiques d'où le nom Homogyne (de homos, même, et gynê, femme).

## Liste d'espèces
- Homogyne alpina - Europe depuis la Grande-Bretagne et le Portugal jusqu'à l'Ukraine
- Homogyne discolor - Italie, Autriche, Allemagne, Croatie, Slovénie, Bosnie-Herzégovine
- Homogyne sylvestris - Italie, Autriche, Croatie, Slovénie